# Kostel Nejsvětější Trojice (Babice)
Kostel Nejsvětější Trojice je římskokatolický chrám v obci Babice v okrese Třebíč. Je chráněn jako kulturní památka České republiky.

## Historie
První písemná zmínka o kostele v Babicích pochází z roku 1349. V první polovině 16. století byl goticky přestavěn. V roce 1614 při požáru obce vyhořel kostel i fara. Poté byl nejdříve provizorně opraven a na konci sedmnáctého století přestavěn a znovu vysvěcen a zasvěcen Nejsvětější Trojici. Během působení faráře Josefa Veselého (od roku 1858) došlo k zbourání nevyhovujícího kostela a postavení nového. Ten byl posvěcen 25. března 1865.

## Popis
Jedná se o jednolodní chrám skládající se z odsazeného trojboce uzavřeného kněžiště, z lodi obdélníkového půdorysu a hranolové věže. zařízení kostela je novobarokní z roku 1879 (oltář, varhany) spolu s pozůstatky starší výbavy. Kamenná křtitelnice pochází z poloviny 17. století.
Je farním kostelem babické farnosti.